# Виктория (муниципалитет, Тамаулипас)
Виктория (исп. Victoria) — муниципалитет в Мексике, штат Тамаулипас с административным центром в городе Сьюдад-Виктория. Численность населения, по данным переписи 2010 года, составила 321 953 человека.

## Общие сведения
Название Victoria дано в честь 1-го президента Мексики — Гуадалупе Виктория.
Площадь муниципалитета равна 1464 км², что составляет 1,82 % от общей площади штата, а наивысшая точка — 1485 метров, расположена в поселении Эль-Пуэрто-де-Аррасоло.
Виктория граничит с другими муниципалитетами штата Тамаулипас: на севере с Гуэмесом, на востоке с Касасом, на юге с Льерой, и на западе с Хаумаве.

## Учреждение и состав
Муниципалитет был образован в 1825 году, в его состав входит 312 населённых пунктов, самые крупные из которых:
| Код INEGI | Населённый пункт                                                                       | Численность населения (2005 год) | Численность населения (2010 год) |
| --------- | -------------------------------------------------------------------------------------- | -------------------------------- | -------------------------------- |
| 041       | Всего                                                                                  | 293044                           | 321953                           |
| 0001      | Сьюдад-Виктория (исп. Ciudad Victoria) 23°44′10″ с. ш. 99°08′46″ з. д.                 | 278455                           | 305155                           |
| 0090      | Ла-Либертад (исп. La Libertad) 23°47′23″ с. ш. 99°11′26″ з. д.                         | 1225                             | 1381                             |
| 0106      | Эль-Оливо (исп. El Olivo) 23°47′06″ с. ш. 99°05′53″ з. д.                              | 823                              | 1033                             |
| 0100      | Ла-Мисьон (исп. La Misión) 23°48′10″ с. ш. 99°10′17″ з. д.                             | 869                              | 1004                             |
| 0044      | Бенито-Хуарес (исп. Benito Juárez) 23°46′45″ с. ш. 99°08′07″ з. д.                     | 794                              | 905                              |
| 0055      | Конгрегасьон-Кабальерос (исп. Congregación Caballeros) 23°51′41″ с. ш. 99°10′21″ з. д. | 784                              | 836                              |
| 0121      | Ла-Преса (исп. La Presa) 23°47′49″ с. ш. 99°10′09″ з. д.                               | 635                              | 721                              |
| 0084      | Хуан-Ринкон (исп. Juan Rincón) 23°55′43″ с. ш. 99°11′55″ з. д.                         | 514                              | 643                              |

## Экономика
По статистическим данным 2000 года, работоспособное население занято по секторам экономики в следующих пропорциях: сельское хозяйство, скотоводство и рыбная ловля — 3,3 %, промышленность и строительство — 23,6 %, сфера обслуживания и туризма — 70 %, прочее — 3,1 %.

## Инфраструктура
По статистическим данным 2010 года, инфраструктура развита следующим образом:
- электрификация: 96,9 %;
- водоснабжение: 96,6 %;
- водоотведение: 93,5 %.

## Фотографии

Кафедральный Собор Богоматери Утешения
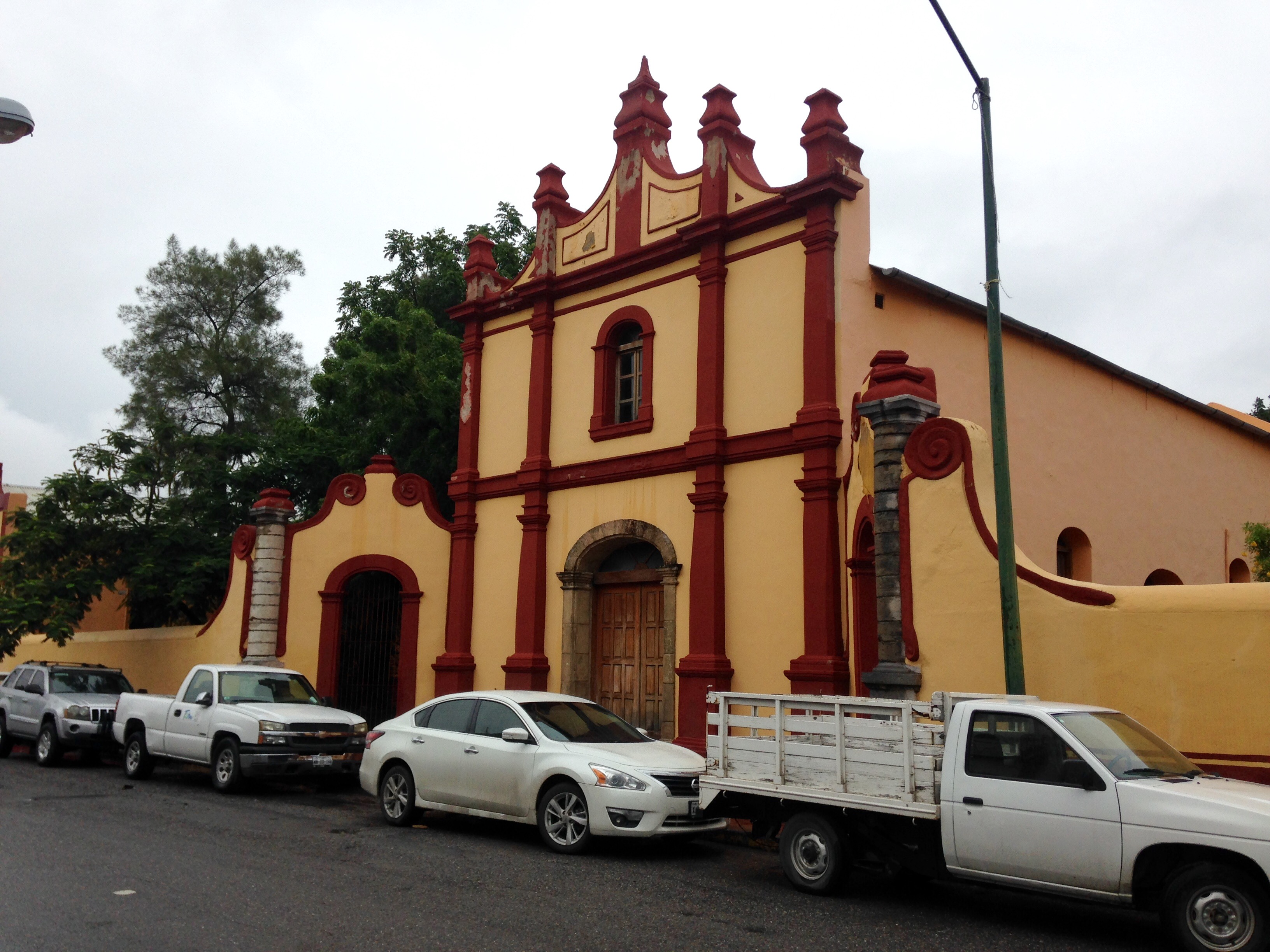
Исторический музей Тамаулипаса
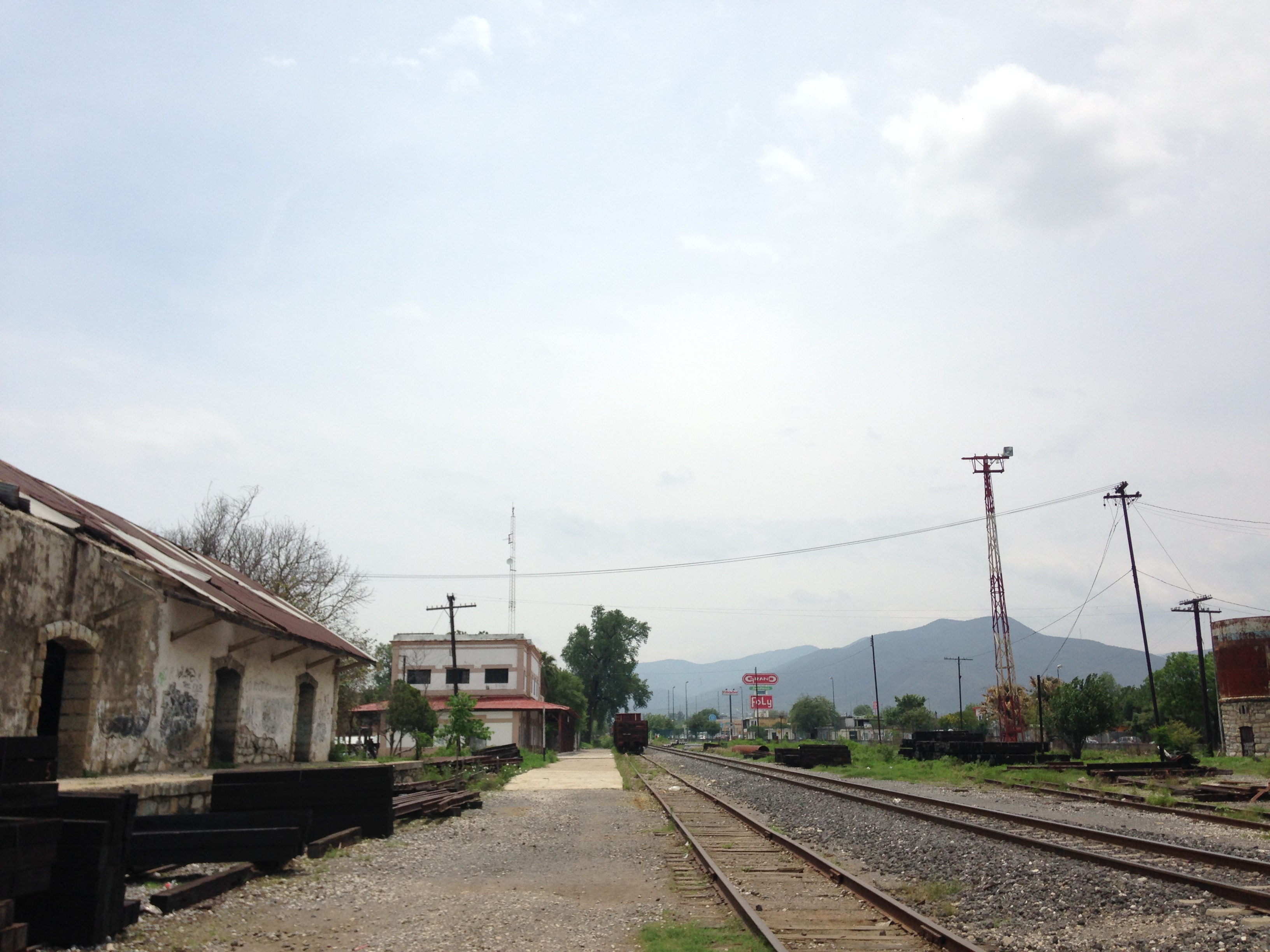
Ж/д станция